# Уилкокс (округ, Алабама)
Уи́лкокс (англ. Wilcox County) — округ в штате Алабама, США. Официально образован в 1819 году. По состоянию на 2010 год, численность населения составляла 11 670 человек.

## География
По данным Бюро переписи США, общая площадь округа равняется 2 349,132 км2, из которых 2 299,922 км2 суша и 49,210 км2 или 2,100 % это водоемы.

### Соседние округа
|         | Маренго |        | Даллас |  |
|         | север   | Лаундс |        |  |
| Уилкокс |         | Лаундс |        |  |
| юг      |         | Лаундс |        |  |
| Кларк   | Монро   | Батлер |        |  |

## Население
По данным переписи населения 2000 года в округе проживает 13 183 жителей в составе 4 776 домашних хозяйств и 3 376 семей. Плотность населения составляет 6,00 человек на км2. На территории округа насчитывается 6 183 жилых строений, при плотности застройки около 3,00-х строений на км2. Расовый состав населения: белые — 71,90 %, афроамериканцы — 27,51 %, коренные американцы (индейцы) — 0,14 %, азиаты — 0,13 %, гавайцы — 0,02 %, представители других рас — 0,11 %, представители двух или более рас — 0,19 %. Испаноязычные составляли 0,74 % населения независимо от расы.
В составе 36,00 % из общего числа домашних хозяйств проживают дети в возрасте до 18 лет, 39,80 % домашних хозяйств представляют собой супружеские пары проживающие вместе, 26,50 % домашних хозяйств представляют собой одиноких женщин без супруга, 29,30 % домашних хозяйств не имеют отношения к семьям, 27,50 % домашних хозяйств состоят из одного человека, 11,90 % домашних хозяйств состоят из престарелых (65 лет и старше), проживающих в одиночестве. Средний размер домашнего хозяйства составляет 2,70 человека, и средний размер семьи 3,31 человека.
Возрастной состав округа: 30,70 % моложе 18 лет, 9,10 % от 18 до 24, 25,50 % от 25 до 44, 21,00 % от 45 до 64 и 21,00 % от 65 и старше. Средний возраст жителя округа 34 лет. На каждые 100 женщин приходится 87,20 мужчин. На каждые 100 женщин старше 18 лет приходится 81,00 мужчин.
Средний доход на домохозяйство в округе составлял 16 646 USD, на семью — 22 200 USD. Среднестатистический заработок мужчины был 26 216 USD против 17 274 USD для женщины. Доход на душу населения составлял 10 903 USD. Около 36,10 % семей и 39,90 % общего населения находились ниже черты бедности, в том числе — 48,40 % молодежи (тех, кому ещё не исполнилось 18 лет) и 32,10 % тех, кому было уже больше 65 лет.